# Кришна-джанмаштами
Кри́шна-джанма́штами (санскр. कृष्ण जन्माष्टमी) или просто Джанма́штами — один из основных фестивалей в индуизме, во время которого празднуется рождение Кришны. Согласно индуистскому календарю, Кришна-джанмаштами отмечается на восьмой день убывающей луны (Кришна-пакша) лунного месяца Шравана, в период Рохини накшатры. По григорианскому календарю Джанмаштами выпадает на август — сентябрь.